# 彰化縣二林鎮興華國民小學
彰化縣二林鎮興華國民小學是位於臺灣彰化縣二林鎮的學校。面積14,426平方公尺，學區包含二林鎮興華里及東興里1~4鄰，創校於1963年。有第51屆金馬獎年度臺灣傑出電影工作者黃志明等校友。

## 沿革
校址在彰化縣二林鎮東興里福建巷二之一號（目前校址在彰化縣二林鎮東興里竹林路三段393號）。前身為1959年成立之「二林國民學校興華分校」，購地5,670平方公尺，展開籌建校舍之工作。同年完成教室3間，招收學生5班，採兩部制教學，洪玉窓先生為創校分校主任。
1960年9月，增建教室2間，學生增加2班，共7班。1961年增購校地2,305平方公尺，並增建教室2間，其後2年，每年均招收新生2班。1963年8月正式獨立為「興華國民學校」，謝海土先生為首任校長。
1968年9月，因實施九年國民義務教育，校名改為「興華國民小學」。其後並不斷增建各項設施。1991年，共有教室6間，學生6班，及其他硬體設施。學區以東興里（1~4鄰）、興華里為主，因位處偏遠，加上少子化的趨勢，被彰化縣政府調整為偏遠學校。
2007年4月13日設立附設幼兒園1班。

## 歷任校長
| 姓名   | 任期                        | 備註       |
| ------ | --------------------------- | ---------- |
| 洪玉窓 | 1959年8月1日-1963年7月31日  | 分校主任   |
| 謝海土 | 1963年8月1日-1968年8月31日  | 首任校長   |
| 謝勸   | 1968年9月1日-1971年10月31日 | 第2任校長  |
| 許文通 | 1971年11月1日-1980年9月30日 | 第3任校長  |
| 洪牒   | 1980年10月1日-1993年7月31日 | 第4任校長  |
| 陳清波 | 1993年8月1日-1997年2月12日  | 第5任校長  |
| 方德茂 | 1997年2月13日-2003年1月31日 | 第6任校長  |
| 陳文卿 | 2003年2月1日-2007年1月31日  | 第7任校長  |
| 陳國洲 | 2007年2月1日-2010年1月31日  | 第8任校長  |
| 陳福順 | 2010年2月1日-2014年1月31日  | 第9任校長  |
| 莊世雄 | 2014年2月1日-2021年7月31日  | 第10任校長 |
| 楊坤濱 | 2021年8月1日-現任           | 第11任校長 |

## 學校特色

### 排球
於1977-1981年間，由李明燊老師領軍訓練排球隊，參加彰化縣、中部五縣市及台灣區排球比賽多次榮獲冠、亞、季軍等佳績。

### 科技教育
2015年彰化縣政府補助該校104年度精進國民中小學「優化學習力方案」經費新台幣25萬元整，建置科學積木教室。學校開始發展科學積木、機器人、Scratch等特色課程。2015年7月參加彰化縣教育會「104年度教育盃機器人比賽」獲創意組第三名。2017年參加「2017世界機關王大賽-GM組」獲彰化賽及台灣賽國小組第一名，同年8月參加「2017世界機關王大賽世界賽-GM組」獲國小組一等獎。

## 相關
- 興華國小